# گیلا فون وایترسهاوزن
گیلا فون وایترسهاوزن (آلمانی: Gila von Weitershausen؛ زادهٔ ۲۱ مارس ۱۹۴۴) بازیگر اهل آلمان است.
از فیلم‌هایی که وی در آن نقش داشته‌است، می‌توان به دایره فریب، عابر پیاده، نجوای قلب، تودهنی، ترس و عشق و بارانی اشاره کرد.
وی همچنین برندهٔ جوایزی همچون جایزه فیلم آلمان شده‌است.